# Jean-Baptiste Édouard Bornet
Jean-Baptiste Édouard Bornet (Guérigny, 2 de setembro de 1828 – Paris, 18 de dezembro de 1911) foi um botânico francês.

## Biografia
Bornet determina a natureza dos líquenes e descreve o processador reprodutivo das algas vermelhas. As Notes algologiques (1876-1880) e os Études phycologiques (1878) de Gustave Thuret são publicados por ele após a morte de Thuret. Ele também estuda as algas coletadas no Marrocos e no Mediterrâneo por Peter Schousboe.
Bornet foi membro da Académie des sciences em 1886. Ele recebeu a medalha Linnaeana em 1891 e se tornou um membro estrangeiro da Royal Society em 1910. Ele foi presidente da Sociedade Botânica da França em 1882.

## Publicações
- « Notice biographique sur M. Gustave-Adolphe Thuret », Mémoires de la Société Nationale des Sciences Naturelles de Cherbourg, vol. 20,‎ 1976, p. 1-69
- « Notice biographique de Joseph Decaisne », dans Catalogue de la bibliothèque de feu M.J. Decaisne classé par Julien-Joseph Vesque, Paris, Adolphe Labitte, 1883, xxi+482 p.
- « Révision des Nostocacées hétérocystées contenues dans les principaux herbiers de France » (avec Charles Flahault), dans Annales des sciences naturelles, Botanique, 7e série, vol. 3-5 & 7.
- « Les algues de P.K.A. Schousboe récoltées au Maroc & dans la Méditerranée de 1815 à 1829 », Mémoires de la Société Nationale des Sciences Naturelles et Mathématiques de Cherbourg, vol. 28,‎ 1892, p. 165-376